# Police Story
Pour les articles homonymes, voir Police Story (homonymie).
Série Police Story
Police Story 2
(1988)
Pour plus de détails, voir Fiche technique et Distribution.
Police Story ou Un policier sans loi au Québec (警察故事, Ging chaat goo si) est un film hongkongais réalisé par Jackie Chan, sorti en 1985.

## Synopsis
Une opération de la police de Hong Kong durant une transaction illégale de drogue amène plusieurs membres d'un groupe criminel sous les verrous.
Incertain de pouvoir faire condamner le chef Chu Tu, le commissaire Li décide de lever les accusations sur Selina Fong, une femme récemment arrivé dans l'organisation, et de la considérer comme une témoin de l'affaire. Cette tactique vise à pousser le Chu Tu à commettre une erreur, en le laissant croire que Selina va coopérer. Elle est alors libérée, et l'inspecteur Chan Ka Kui se voit confier sa protection.
Selina disparait le matin du procès, et Chu Tu est libéré. Chan Ka Kui, considéré par ses supérieurs responsable de cet échec, est muté à la campagne. Libre, Chu Tu souhaite se venger de Ka Kui qui l'avait arrêté. Il l'attire alors en se servant de Selina — revenue dans l'organisation entretemps — comme appât. Le meurtre d'un policier corrompu est alors mis en scène pour faire accuser Ka Kui.
Recherché par la police, Ka Kui fait en sorte de retrouver Selina, la seule personne qui peut l'innocenter. Selina, se sentant en danger dans l'organisation, décide de trahir Chu Tu en récupérant des preuves contre lui. Mais ce dernier découvre la trahison, et la poursuit avec ses hommes pour la neutraliser. Ka Kui assiste à la poursuite, et aide Selina en se battant contre les poursuivants. La police finit par intervenir. Chu Tu est une nouvelle fois arrêté, et les preuves de Selina sont récupérées.

## Fiche technique
- Titre international : Police Story
- Titre original : Ging chaat goo si (警察故事)
- Réalisation : Jackie Chan
- Scénario : Edward Tang
- Musique : J. Peter Robinson
- Photographie : Cheung Yiu-Tsou
- Montage : Peter Cheung
- Production : Raymond Chow
- Sociétés de production : Golden Way Films Ltd., Paragon Films Ltd. et Green Tulip Productions
- Distribution : Golden Harvest Company (Hong Kong), Les Films de La Rochelle et ATC 3000 (France)
- Pays d'origine :  Hong Kong
- Langues originales : cantonais, anglais et russe
- Format : couleur - 2,35:1 - 35 mm
- Son : mono (édition originale) - Dolby Stereo (édition retravaillée) - DTS (DTS HD Master Audio 5.1)
- Genre : comédie policière, action
- Durée : 106 minutes
- Dates de sortie[1] :
  - Hong Kong : 14 décembre 1985
  - France : 29 juillet 1987

## Distribution
- Jackie Chan (VF 1985 : Vincent Violette, 2007 : William Coryn) : Jackie / Chan Ka Kui
- Brigitte Lin (VF 2007 : Brigitte Aubry) : Selina Fong
- Maggie Cheung (VF 2007 : Laura Préjean) : May
- Kwok-Hung Lam (VF 1985 : Gérard Dessalles / (VF 2007 : Vincent Ropion) , : le commissaire Raymond Li
- Bill Tung (VF 2007 : Michel Papineschi) : l'inspecteur Bill Wong
- Charlie Cho (VF 2007 : Jérôme Pauwels) : John Ko
- Chi-Wing Lau (VF 2007 : Serge Faliu) : l'avocat Cheung
- Hak-On Fung : Danny Ko
- Hing-Yin Kam : l'inspecteur Man
- Ken Tong : Tom
- Ben Lam : Thug
- Chu Yuan (VF 2007 : Bernard Métraux) : Chu Tu
- Michael Lai : l'homme qui tente de garer sa voiture
- Fung Woo : le commandant de station
- Money Lo : la journaliste de la télévision
- Fat Wan : Jacknife

## Autour du film
- Jackie Chan s'est sérieusement brûlé les mains durant ce film, lors d'une cascade où il devait glisser le long d'une perche à partir du dernier étage au milieu du centre commercial Wing on à Kowloon.

## DVD
La version de 85 minutes est sortie en France le 15 mai 2002 chez TF1 vidéo. La version intégrale remastérisée avec nouveau doublage français, d'une durée de 96 minutes, sort le 17 juillet 2007 chez Seven7.

## Distinctions
- Nominations pour le meilleur acteur (Jackie Chan), la meilleure actrice (Brigitte Lin), le meilleur réalisateur, la meilleure photographie (Yiu-Tsou Cheung) et le meilleur montage (Peter Cheung), lors des Hong Kong Film Awards 1986.
- Prix du meilleur film et des meilleures chorégraphies (Jackie Chan), lors des Hong Kong Film Awards 1986.